# Trenzano
Trenzano är en ort och kommun i provinsen Brescia i regionen Lombardiet i Italien. Kommunen hade 5 448 invånare (2018).